# Latoaria

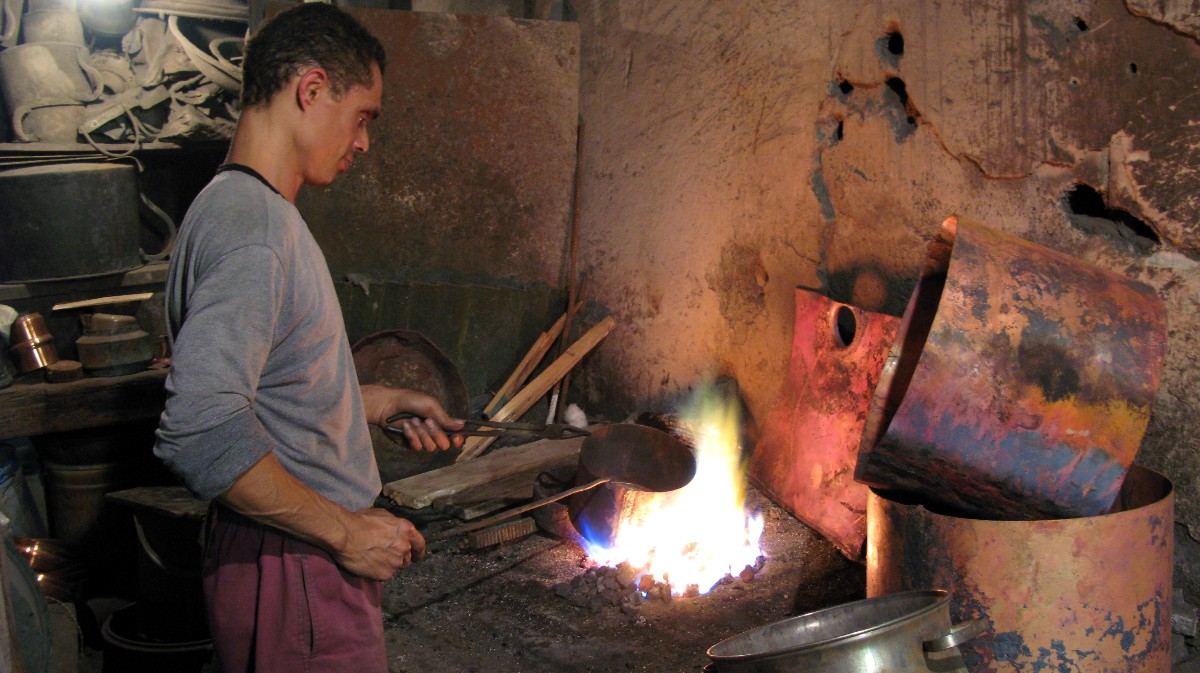
Latoeiro na Líbia.

A Latoaria é a arte e o ofício do latoeiro ("tinsmith" em inglês), o artesão que produz, repara e recondiciona artefatos produzidos em metal de cor clara ou amarelada, particularmente a lata ou o flandres, nome popular da chapa de aço estanhada ou chapa de aço galvanizada (também chamada de zincada).
Uma interessante releitura da latoaria pode ser observada nas peças decorativas de origem artesanal que são comercializadas até mesmo por grandes cadeias de lojas como "decoração country".
Número considerável de organizações adotou o regador, um artefato típico de latoaria como símbolo do uso racional da àgua e da interação positiva dos seres humanos com o ecosistema.